# Wartenberg (bei Calbe)

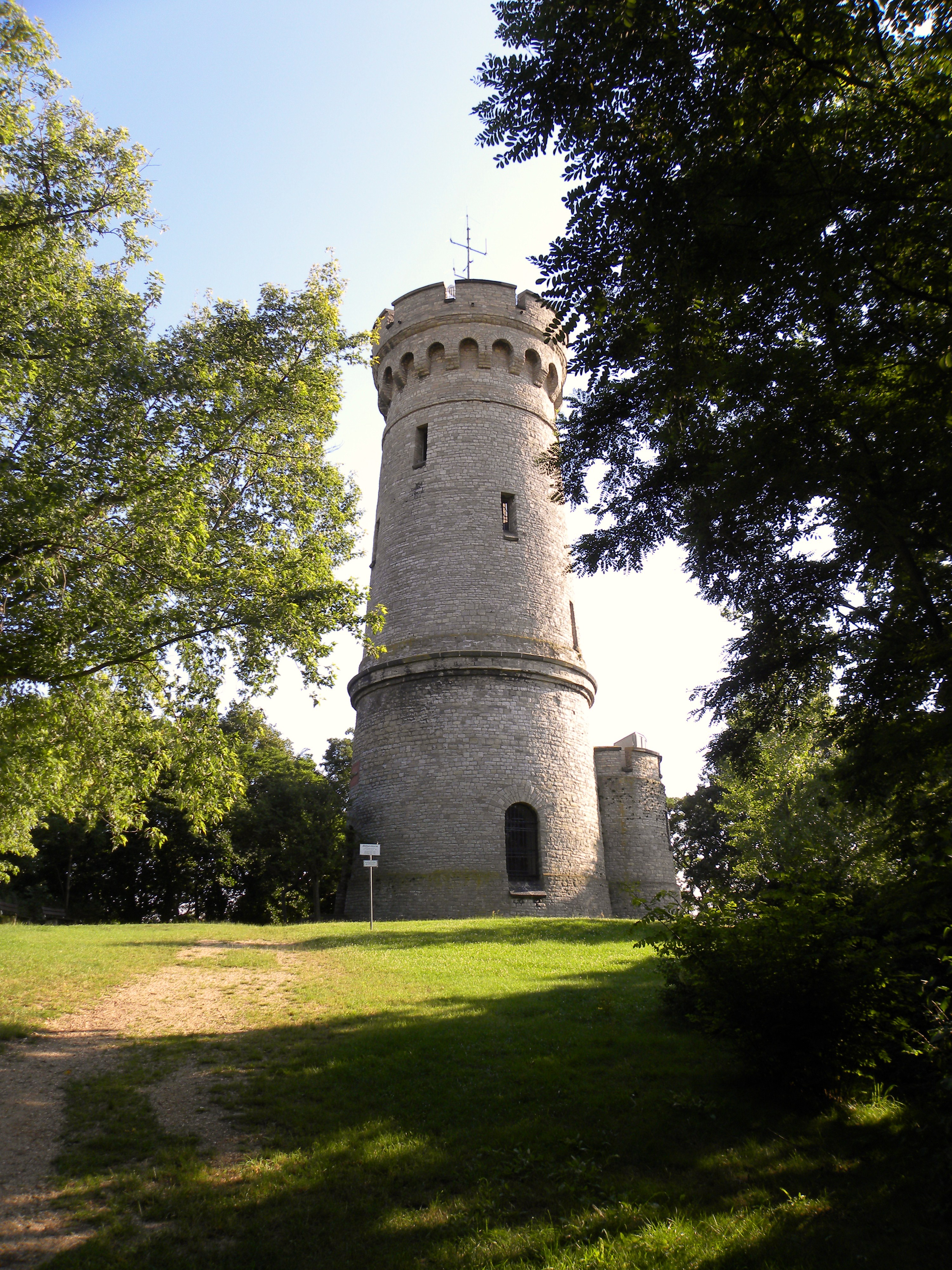
Der Bismarckturm auf dem Wartenberg

Der Wartenberg liegt etwa vier Kilometer westlich von Calbe (Saale) in Sachsen-Anhalt; mit 121 Metern ist er die höchste natürliche Erhebung in der südlichen Magdeburger Börde. Er gehört zu einem Endmoränenzug, der die Trennlinie zwischen der Elbe-Saale-Aue im Breslau-Magdeburg-Bremer Urstromtal und der Magdeburger Börde bildet.

## Geschichte

Die Bärenbolle

Durch Funde aus der Bronzezeit lässt sich darauf schließen, dass der Wartenberg für die damals dort lebenden Germanen ein wichtiger Bestattungsort und Heiligtum war.
Der Wartenberg war ursprünglich mit Bäumen und Sträuchern bewachsen, bevor sich im 19. Jahrhundert durch Sand- und Kiesabbau am Osthang des Berges eine stark zerfurchte Landschaft bildete.
Heute ist der Berg ein beliebtes Naherholungsgebiet, zu dem auch ein Heimattiergarten gehört. Dessen Attraktion war die Braunbärin Jette, die in der Nacht vom 16. zum 17. Oktober 2014 starb.
Im Oktober 2001 wurde auf dem Wartenberg wieder ein Wotanstor errichtet, nachdem das alte Tor im Zweiten Weltkrieg zerstört wurde. Das Tor schmückt ein vom Calbenser Bildhauer Otto Plönnies aus Eichenholz geschnitzter Kopf des Germanengottes Wotan.

## Bismarckturm
Auf dem Wartenberg steht einer von 15 erhaltenen Bismarcktürmen in Sachsen-Anhalt. Er wurde am 22. März 1904 zu Ehren Otto von Bismarcks eingeweiht. Der runde Turm hat an seiner Basis einen Durchmesser von 12 Meter bei einer Mauerstärke von 1,75 Meter und knapp 40 Meter Umfang; mit 30 Metern ist er der höchste in Sachsen-Anhalt, eine Wendeltreppe mit 157 Stufen führt zur oberen Plattform. Für den Bau wurden rund 1300 m³ Glöther Kalkstein verwendet. Im Erdgeschoss des Turmes gab es eine Gedächtnishalle mit den Namen der Spender, die dieses Bauwerk ermöglichten.
1948 widmete die VVN den Turm zu einem VVN-Turm um, in seiner Vorhalle wurde eine Gedenkstätte für die Opfer des Faschismus eingerichtet. Damit war der Turm vor Verfall und Abriss geschützt. Am 9. Mai 2004 wurde das hundertjährige Jubiläum mit der Eröffnung der neu gestalteten Gedenkhalle und einem kulturellen Rahmenprogramm feierlich begangen. Auf dem Turm befand sich bis zum März 2015 der von Funkamateuren genutzte ATV-Umsetzer DB0WTB.
Der Turm ist am Wochenende und an Feiertagen für Besucher geöffnet.